# Комаровский, Евгений Олегович
Евгений Олегович Комаро́вский (известен как До́ктор Комаро́вский; укр. Євген Олегович Комаровський; род. 15 октября 1960, Харьков) — украинский врач-педиатр высшей категории, кандидат медицинских наук, писатель и телеведущий.
Ведущий телепередачи «Школа доктора Комаровского». Автор научных трудов и научно-популярных статей и книг, самая известная из которых («Здоровье ребёнка и здравый смысл его родственников») имеет более 15 переизданий в России и Украине.

## Биография
Родители Евгения Олеговича Комаровского родились в Харькове. По профессии они были инженерами и всю жизнь проработали на турбинном заводе. Окончил Харьковский медицинский институт (педиатрический факультет).
С 1983 года начал работать в областной харьковской детской инфекционной клинической больнице. До 1991 года — врач отделения реанимации, в течение последующих десяти лет — заведующий инфекционным отделением. С 2000 года вёл консультативный педиатрический приём в частном медицинском центре. В 2006 году открыл консультативный медицинский центр — клиника Комаровского — «Клиником».
С 1996 года кандидат медицинских наук (тема диссертации: «Клиническое обоснование терапии детей, больных вирусным крупом», научный руководитель д. м. н., профессор Е. А. Вашев). По собственному признанию не является классическим учёным, рецензируемых (проверяемых на достоверность независимыми учёными-критиками) публикаций не пишет, а является скорее научно-популярным писателем. В том числе без проверки рецензентами вышла монография «Вирусный круп у детей. Клиника, диагностика, тактика терапии», хотя автор выразил благодарность ряду учёных. Диссертацию также не писал, но по указанной монографии представил на защиту[куда?] автореферат по этому труду, где монография была рассмотрена научными оппонентами и признана существенным научным достижением, достойным учёной степени кандидата медицинских наук.
С марта 2010 года ведёт телепередачу «Школа доктора Комаровского» на украинском телеканале «Интер». В сентябре 2021 года начал вести рубрику «Спроси у Комаровского» на телеканале «Украина» и стал экспертом программы «Итоги месяца» на «Украине 24».

### Семья
Будучи студентом, женился после четвёртого курса на однокурснице Екатерине Александровне (ныне детский врач-окулист). В браке родились двое сыновей — Дмитрий (1982) и Андрей (1988).
В 2013 году родились внук и внучка, дети появились в семьях обоих сыновей. В 2016 году родился ещё один внук в семье сына Андрея.

### Хобби
Евгений Комаровский увлекается зимней рыбалкой, литературой, музыкой, фотографией, туризмом.

## Политические взгляды
На президентских выборах 2014 года на Украине поддержал кандидатуру Ольги Богомолец.
В первом туре украинских президентских выборов 2019 года поддержал Игоря Смешко, а во втором туре — Владимира Зеленского.
Выступил с резким осуждением российского вторжения в Украину. В апреле 2022 года Комаровскому был запрещён въезд в Россию «в целях обеспечения обороноспособности, безопасности государства, общественного порядка либо для защиты здоровья населения».
Считает, что в государстве Украина должно быть 3 государственных языка: украинский, русский, английский.

## Награды и звания
- В 2012 году получил премию Телетриумф в номинации «Ведущий/ведущая ток-шоу»[15].
- Почётное звание лучший доктор[16][17].